# 赵淑珍
赵淑珍（1944年—），黑龙江哈尔滨人，中国女演员，因其2019年出演电影《别告诉她》而在国际上知名。

## 作品列表
| 片名           | 年份 |
| -------------- | ---- |
| 《至善情缘》   | 2006 |
| 《别告诉她》   | 2019 |
| 《只有芸知道》 | 2019 |
| 《酱园弄》     | 2024 |

| 剧名               | 年份 |
| ------------------ | ---- |
| 《咱家那些事》     | 2011 |
| 《左手親情右手愛》 | 2014 |
| 《女怕嫁错郎》     | 2016 |

## 获奖记录
- 第35届美国獨立精神獎最佳女配角[5][6]
- 第3届好莱坞影评人协会奖最佳女配角奖[7]

## 外部連結
- 赵淑珍在互联网电影资料库（IMDb）上的資料（英文）